# ウルトラマンロビン
ウルトラマンロビン（1965年2月15日 - ）は、プロレス界唯一の円谷プロダクション公認覆面レスラー。変身前の名前は尾内 淳（おうち  じゅん）。

## 経歴
身長が低いことから新日本プロレスと全日本プロレスに入門を断られてジャパン女子プロレスでスタッフをして働いていたが同じく身長が低いウルティモ・ドラゴンのデビューに刺激を受けてマーク・ロコを頼りにイギリスへ渡る。
1990年3月15日、オールスター・レスリングで寺尾淳として対リー・トーマス戦でデビュー。同年、日本に帰国してリングネームを円谷プロダクション公認覆面レスラー「ウルトラマンロビン」に改名。ウルトラマンロビンとしての活動、怪獣の版権に関しては円谷プロダクション代表取締役社長の円谷皐に許可をもらっていた。名称使用の基本条件は「試合には絶対負けるなと言いたいが汚い試合、卑怯な事はしないでほしい」だった。「ロビン」の名称はデビュー戦がイギリスでロビン・フッドのイメージから命名。
2012年、円谷プロダクションの経営体制変更から版権切れ問題が発生して話し合いの結果、版権の絡む宇宙人と怪獣の登場を封印することでウルトラマンロビンとしての活動は継続される方向に落ち着いた。7月3日、スポルティーバアリーナで行われたウルトラマンロビン対メフィラス星人による「ウルトラマンロビン20周年記念プレミアムマッチ」でウルトラマンロビンが勝利して試合終了後にウルトラマンロビンとメフィラス星人が歴史的な握手を交わして正義と悪の抗争に終止符が打たれた。
2014年8月24日、シアタープロレス花鳥風月を運営しているG-TALENTと契約したことが発表されて団体名をシアタープロレスSGP名古屋花鳥風月に改称。
2018年11月9日に発売された週刊プロレス増刊「プロレスラー選手名鑑2019」で団体名がSGPに戻っていた。

## 得意技
ウルトラデスティニー
ダイビングボディアタックと同型。
ウルトラトルネーダー
ウルトラクラッチ
ラ・マヒストラルと同型。
ウルトラダイナマイト

## 入場曲
- SHININ' ON LOVE（影山ヒロノブ&前田達也）

## タイトル歴
- IWA世界ミッドヘビー級王座
- SGP認定グローバルジュニアヘビー級王座
- SGP認定グローバルジュニアヘビー級タッグ王座
- テレビ愛知認定マンモスフリーマーケット王座
- MFM王座
- FUCK!認定UNIVERSAL宇宙タッグ王座
- アイアンマンヘビーメタル級王座

## テレビ出演
- 福田彩乃のハツモノ（東海テレビ放送）（2016年3月16日）